# Georg Vengert
Georg Vengert (* 2. Juli 1972 in Karlsruhe) ist ein ehemaliger kroatisch-deutscher Basketballspieler. Der 1,96 Meter lange Flügelspieler bestritt sieben Einsätze in der Basketball-Bundesliga.

## Laufbahn
Vengert, in Basketballerkreisen nicht nur unter seinem Vornamen Georg, sondern auch unter seinem Spitznamen Duro bekannt, spielte im Nachwuchs der BG Karlsruhe und als Jugendlicher zeitweilig auch Tennis. Er schaffte den Sprung in den Zweitligakader der Karlsruher und stieg Ende der 1990er Jahre zum Mannschaftskapitän auf. Als solcher führte er die BG 2003 zum Meistertitel in der Südstaffel der 2. Basketball-Bundesliga und damit zum Bundesliga-Aufstieg. In seiner einzigen Erstligasaison mit Karlsruhe (2004/04) kam er in sieben Spielen zum Einsatz.
2004 zog sich Vengert in die Regionalliga zurück und verstärkte den SSC Karlsruhe, stand dann für den TV Schwetzingen 1864 auf dem Feld sowie in der Saison 2008/09 noch für PSK Karlsruhe in der Regionalliga. Nach der Leistungssportkarriere wurde der studierte Betriebswirt bei PSK in der Verwaltung sowie als Trainer tätig. Sein Sohn Dominic Vengert schlug ebenfalls eine Laufbahn im Leistungsbasketball ein.